# Премия имени Ф. А. Цандера

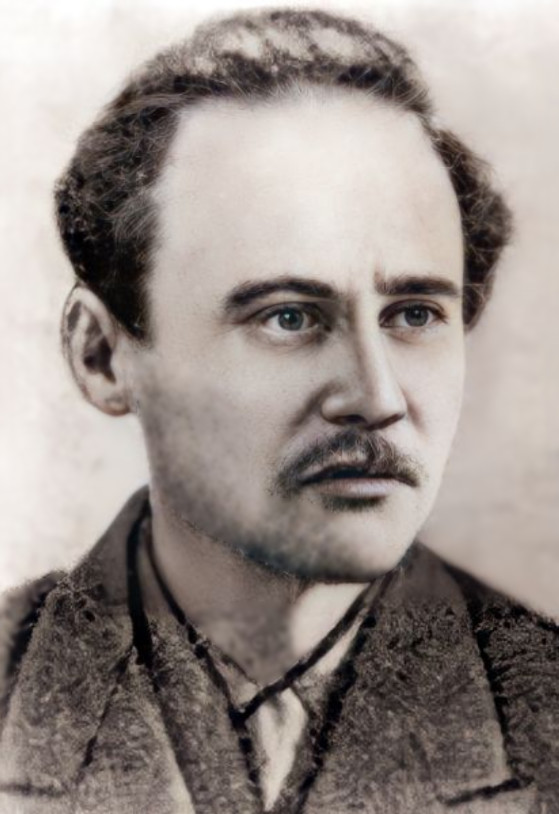
Фридрих Цандер

Премия имени Ф. А. Цандера — премия, присуждаемая с 1992 года президиумом РАН за выдающиеся теоретические работы в области ракетно-космической науки.
Названа в честь памяти инженера и учёного Фридриха Артуровича Цандера (1887—1933), внёсшего большой вклад на заре развития космонавтики в СССР.

## Список награждённых

### 1992
За цикл работ по теории движения и управления полётом ракет и космических аппаратов:
- Энеев, Тимур Магометович

### 1996
За монографию «Баллистика управляемых ракет дальнего действия»:
- Аппазов, Рефат Фазылович, к.т. н.
- Лавров, Святослав Сергеевич
- Мишин, Василий Павлович

### 1999
За цикл работ по динамике движения космических аппаратов
- Белецкий, Владимир Васильевич

### 2002
За цикл работ «Исследование динамики движения и маневрирования космических аппаратов»
- Ивашкин, Вячеслав Васильевич, д.т. н.

### 2005
За монографию «Космический полёт с солнечным парусом»
- Поляхова, Елена Николаевна, к.ф.-м.н.

### 2008
За комплекс научных работ «Теория космического полёта с электрическими ракетными двигателями»
- Попов, Гарри Алексеевич, акад. РАН
- Константинов, Михаил Сергеевич, д.т. н.
- Обухов, Владимир Алексеевич, к.т. н.

### 2011
За цикл работ в области ракетно-космической техники.
- Колесников, Константин Сергеевич
- Каторгин, Борис Иванович

### 2014
За книгу «Твердотопливные регулируемые двигательные установки»:
- Липанов, Алексей Матвеевич
- Соломонов, Юрий Семёнович

### 2017
За книгу «Матричные методы в теории и практике систем автоматического управления летательных аппаратов»
- Микрин, Евгений Анатольевич
- Зубов, Николай Евгеньевич
- Рябченко, Владимир Николаевич

### 2020
За серию научных работ «Электродинамическое управление и стабилизация вращательного движения космического аппарата»
- Тихонов, Алексей Александрович